# Ganzheitsring
Im mathematischen Teilgebiet der algebraischen Zahlentheorie ist der Ganzheitsring eines algebraischen Zahlkörpers das Analogon des Ringes der ganzen Zahlen im Fall des Körpers der rationalen Zahlen. Die Elemente eines Ganzheitsringes werden als algebraisch ganze Zahlen bezeichnet, die Menge aller algebraisch ganzen Zahlen ist der Ganzheitsring im Körper aller algebraischen Zahlen.

## Definition
Es sei {\displaystyle K} ein algebraischer Zahlkörper, d. h. eine endliche Erweiterung des Körpers der rationalen Zahlen. Dann ist der Ganzheitsring {\displaystyle {\mathcal {O}}_{K}} von {\displaystyle K} definiert als der ganze Abschluss von {\displaystyle \mathbb {Z} } in {\displaystyle K}, d. h. die Teilmenge derjenigen {\displaystyle x\in K}, die eine Gleichung der Form
{\displaystyle x^{n}+c_{n-1}x^{n-1}+\ldots +c_{1}x+c_{0}=0}
mit {\displaystyle c_{i}\in \mathbb {Z} } erfüllen. Man beachte, dass der Koeffizient von {\displaystyle x^{n}} (der Leitkoeffizient des Polynoms {\displaystyle x^{n}+c_{n-1}x^{n-1}+\ldots +c_{1}x+c_{0}}) gleich 1 sein muss. Man bezeichnet solche Polynome als normiert. Ohne diese Einschränkungen bekäme man den ganzen Körper {\displaystyle K}.
Eine äquivalente Definition lautet:
Der Ganzheitsring von {\displaystyle K} ist die im Sinne der Inklusion maximale Ordnung, die Hauptordnung auf {\displaystyle K}.

## Eigenschaften
- {\displaystyle {\mathcal {O}}_{K}} ist ein endlich erzeugter, freier {\displaystyle \mathbb {Z} }-Modul vom Rang {\displaystyle [K\colon \mathbb {Q} ]}.
- {\displaystyle {\mathcal {O}}_{K}} ist ein Dedekindring.
- Die Einheitengruppe von {\displaystyle {\mathcal {O}}_{K}} wird durch den Dirichletschen Einheitensatz beschrieben.

## Beispiele
- Ist {\displaystyle K=\mathbb {Q} (\mathrm {i} {\sqrt {3}})}, so ist {\displaystyle {\mathcal {O}}_{K}} der Ring der Eisenstein-Zahlen

{\displaystyle u+v\cdot {\frac {-1+\mathrm {i} {\sqrt {3}}}{2}}} mit {\displaystyle u,v\in \mathbb {Z} .}
Eine solche Zahl ist Nullstelle des Polynoms
{\displaystyle X^{2}-(2u-v)X+(u^{2}-uv+v^{2}).}
Erfüllt umgekehrt {\displaystyle x=a+b\mathrm {i} {\sqrt {3}}\in K} die Polynomgleichung
{\displaystyle x^{2}+px+q=0} mit {\displaystyle p,q\in \mathbb {Z} ,}
so folgt {\displaystyle p=-2a} und {\displaystyle q=a^{2}+3b^{2}}. Man kann zeigen, dass dann {\displaystyle a+b} und {\displaystyle 2b} ganzzahlig sind, also ist
{\displaystyle x=(a+b)+2b\cdot {\frac {-1+\mathrm {i} {\sqrt {3}}}{2}}}
eine Eisenstein-Zahl.
- Ist {\displaystyle K=\mathbb {Q} (\mathrm {i} )}, so ist {\displaystyle {\mathcal {O}}_{K}} der Ring der ganzen gaußschen Zahlen {\displaystyle \mathbb {Z} [\mathrm {i} ]}.

- Allgemein sieht für den Ganzheitsring von {\displaystyle \mathbb {Q} ({\sqrt {d}})} (wobei {\displaystyle d} ganz und quadratfrei sei) eine Ganzheitsbasis so aus:

{\displaystyle \left\{1,{\sqrt {d}}\right\}}, falls {\displaystyle d} kongruent 2 oder 3 mod 4
{\displaystyle \left\{1,{\frac {1+{\sqrt {d}}}{2}}\right\}}, falls {\displaystyle d} kongruent 1 mod 4
- Bezeichnet {\displaystyle \zeta } eine primitive {\displaystyle n}-te Einheitswurzel, so ist der Ganzheitsring des {\displaystyle n}-ten Kreisteilungskörpers {\displaystyle \mathbb {Q} (\zeta )} gleich {\displaystyle \mathbb {Z} [\zeta ]}.